# Ниноцминда (село)
Ниноцминда (груз. ნინოწმინდა) — село в Грузии. Находится в Сагареджойском муниципалитете края Кахетия. Высота над уровнем моря составляет 800 метров. Население — 1904 человек (2014).